# 1910
1910 (MCMX) je bilo navadno leto, ki se je po gregorijanskem koledarju začelo na soboto.

## Dogodki
- 8. januar - Butan postane britanski protektorat.
- 21. januar - zaradi dolgotrajnega deževja Sena prestopi bregove in poplavi Pariz.
- 20. februar - v atentatu je ubit egiptovski premier Butros Gali.
- 8. marec - v Københavnu poteka druga konferenca socialističnih žena, na pobudo Clare Zetkin je 19. marec razglašen za dan žena (kasneje premaknjen na 8. marec).
- 10. marec - na Kitajskem je z zakonom prepovedano suženjstvo, ki je tam obstajalo že 3000 let.
- 18. marec - izide prva filmska predelava romana Frankenstein, ki velja za prvo filmsko grozljivko.
- 20. april - Halleyjev komet je na točki najbližje Soncu in viden s prostim očesom z Zemlje.
- 6. maj - Jurij V. postane kralj Združenega kraljestva po smrti svojega očeta Edvarda VII.
- 31. maj - ustanovljena je Južnoafriška zveza, predhodnica današnje Republike Južne Afrike.
- 25. junij - premiera baleta Ognjeni ptič v Parizu prinese skladatelju Igorju Stravinskemu mednarodno slavo.
- 24. julij - osmanske sile med poskusom zatrtja albanskega upora vkorakajo v Skadar.
- 22. avgust - podpisan je sporazum, s katerim Japonska priključi Korejo.
- 28. avgust - Nikola I. Petrović Njegoš proglasi Črno goro za samostojno kraljestvo.
- 5. september - Marie Curie oznani postopek za učinkovito pridobivanje čistega radija.
- 12. september - krstna izvedba Mahlerjeve »Simfonije tisočev« v Münchnu.
- 5. oktober - v revoluciji je odstavljen portugalski kralj Manuel II. in vzpostavljena Prva portugalska republika.
- 20. oktober - v Belfastu je splovljen RMS Olympic
- 20. november - mehiška revolucija: Francisco I. Madero razglasi volitve za neveljavne in pozove k oboroženemu uporu proti režimu Porfiria Díaza.
- pozni december - v Mandžuriji izbruhne epidemija pljučne kuge, ki bo povzročila smrt 40.000 ljudi.

## Rojstva
- 23. januar - Django Reinhardt, belgijski kitarist in skladatelj († 1953)
- 27. januar - Edvard Kardelj, slovenski politik († 1979)
- 10. februar - Douglas Bader, britanski vojaški pilot, letalski as in častnik († 1982)
- 24. februar - Karl Hugo Strunz, nemški mineralog († 2006)
- 27. februar - Clarence Leonard Johnson, ameriški letalski inženir in konstruktor († 1990)
- 1. marec - Archer John Porter Martin, britanski kemik, nobelovec († 2002)
- 23. marec - Akira Kurosava, japonski filmski režiser († 1998)
- 12. maj - Dorothy Crowfoot Hodgkin, angleška kemičarka, nobelovka († 1994)
- 4. junij - Anton Dermota, slovenski operni pevec († 1989)
- 11. junij - Jacques-Yves Cousteau, francoski oceanograf, raziskovalec, iznajditelj in režiser († 1997)
- 19. junij - Paul Flory, ameriški kemik, nobelovec († 1985)
- 22. junij - Konrad Zuse, nemški inženir in izumitelj († 1995)
- 14. julij - William Hanna, ameriški animator († 2001)
- 12. avgust - Heinrich Sutermeister, švicarski skladatelj († 1995)
- 27. avgust - Agnes Gonxhe Bojaxhiu - mati Tereza, albansko-indijska redovnica, nobelovka († 1997)
- 28. avgust - Tjalling Koopmans, nizozemski ekonomist, nobelovec († 1985)
- 28. september - Ciril Kosmač, slovenski pisatelj († 1980)
- 6. oktober - France Avčin, slovenski elektroinženir († 1984)
- 19. oktober - Subrahmanyan Chandrasekhar, ameriško-indijski fizik, astrofizik in matematik, nobelovec († 1995)
- 29. oktober - Alfred Jules Ayer, britanski filozof († 1989)
- 7. november - Edmund Leach, britanski socialni antropolog († 1989)
- 9. november - Georg Meier, nemški motociklistični in avtomobilistični dirkač († 1999)
- 19. november - Alojzij Vadnal slovenski matematik († 1987)
- 10. december - Ivan Štalec, slovenski matematik († 1994)
- 19. december - Jean Genet, francoski pisatelj († 1986)
- 29. december - Ronald Coase, britanski ekonomist, nobelovec († 2013)

## Smrti
- 4. januar - Léon Delagrange, francoski letalec (* 1873)
- 5. januar - Léon Walras, francoski ekonomist (* 1834)
- 20. februar - Butros Gali, egipčanski politik (* 1846)
- 21. marec - Nadar, francoski fotograf (* 1820)
- 1. april - Borden Parker Bowne, ameriški filozof (* 1847)
- 3. april - Richard Abegg, nemški fizikalni kemik (* 1869)
- 21. april - Mark Twain, ameriški pisatelj (* 1835)
- 26. april - Bjørnstjerne Bjørnson, norveški pisatelj, nobelovec (* 1832)
- 6. maj - Edvard VII., britanski kralj (* 1841)
- 10. maj - Stanislao Cannizzaro, italijanski kemik (* 1826)
- 12. maj - William Huggins, angleški učenjak, astronom (* 1824)
- 27. maj - Robert Koch, nemški zdravnik in mikrobiolog, nobelovec (* 1843)
- 29. maj - Milij Aleksejevič Balakirjev, ruski skladatelj, dirigent, pianist (* 1836)
- 4. julij - Giovanni Schiaparelli, italijanski astronom (* 1835
- 19. julij - Johann Gottfried Galle, nemški astronom (* 1812)
- 13. avgust - Florence Nightingale, angleška bolničarka in humanistka (* 1820)
- 26. avgust - William James, ameriški psiholog in filozof (* 1842)
- 2. september - Henri Rousseau, francoski slikar (* 1844)
- 30. september - Maurice Lévy, francoski inženir, matematik in fizik (* 1838)
- 30. oktober - Jean Henri Dunant, švicarski človekoljub, nobelovec (* 1828)
- 15. november - Wilhelm Raabe, nemški pisatelj (* 1931)
- 20. november - Lev Nikolajevič Tolstoj, ruski pisatelj, politik in publicist (* 1828)
- 19. december - Alois Alzheimer, nemški psihiater in nevropatolog (* 1864)

## Nobelove nagrade
- Fizika - Johannes Diderik van der Waals
- Kemija - Otto Wallach
- Fiziologija ali medicina - Albrecht Kossel
- Književnost - Paul Heyse
- Mir - Stalni mednarodni mirovni biro